# Бугарска социјалистичка партија
Бугарска социјалистичка странка (буг. Българска социалистическа партия) је политичка партија у Бугарској и наследница Бугарске комунистичке партије. Њен тренутни вођа је Корнелија Нинова.

## Историја
Бугарска социјалистичка партија узима се за наследницу Бугарске социјалдемократске радничке партије, коју је 2. августа 1891. основао Димитар Благоев. Већи део њеног чланства формирао је Бугарску социјалдемократску радничку партију (уских социјалиста), која је 1919. прерасла у Бугарску комунистичку партију. БСП је формирана након што су вође БКП напустили марксизам-лењинизам и преименовали партију у априлу 1990. године.
БСП је формирала владу 1995. године на челу с премијером Жаном Виденовим. Влада је распуштена већ 1996, након кризе узроковане хиперинфлацијом.
Након осам година у опозицији, БСП и њени коалициони партнери у Коалицији за Бугарску формирали су нову владу 2005. године и ушли у коалицију с Националним покретом Симеон II и Покретом за права и слободе. Функцију премијера вршио Сергеј Станишев.
Избијање светске економске кризе и висок степен корупције у друштву узроковали су пораз БСП на парламентарним изборима 2009. године. БСП је прешла у опозицију са 37 од 240 посланичких места у Собрању Бугарске.
БСП на парламентарни изборима у Бугарској 2017 осваја 27,20% и 80 од 240 посланичких места

## Лидери партије
- Александар Лилов (1990-1991)
- Жан Виденов (1991-1996)
- Георги Парванов (1996-2001)
- Сергеј Станишев (2001-2014)
- Михаил Миков (2014–2016)
- Корнелија Нинова (2016-)